# Amphicnemis pandanicola
Amphicnemis pandanicola – gatunek ważki z rodziny łątkowatych (Coenagrionidae). Występuje endemicznie na Borneo; stwierdzono go jedynie w południowej części wyspy – w prowincji Borneo Środkowe należącej do Indonezji.